# Петроландия (Пернамбуку)
Петроландия (порт. Petrolândia) — муниципалитет в Бразилии, входит в штат Пернамбуку. Составная часть мезорегиона Сан-Франсиску-Пернамбукану. Входит в экономико-статистический микрорегион Итапарика. Население составляет 31 412 человек на 2006 год. Занимает площадь 1088,2 км².

## История
Город основан 1 июля 1909 года.

## Статистика
- Валовой внутренний продукт на 2002 год составляет 62 530 000,00 реалов (данные: Бразильский институт географии и статистики).
- Валовой внутренний продукт на душу населения на 2002 год составляет 1852,35 реалов (данные: Бразильский институт географии и статистики).
- Индекс развития человеческого потенциала на 2000 год составляет 0,688 (данные: Программа развития ООН).